# Trójkąt Kanizsy

Trójkąt Kanizsy

Trójkąt Kanizsy – złudzenie optyczne opisane po raz pierwszy przez włoskiego psychologa Gaetano Kanizsę w 1955 roku. 
Pośrodku przedstawionych figur pojawia się biały trójkąt równoboczny (z wierzchołkiem skierowanym w dół), choć w rzeczywistości nie jest on narysowany. Takie złudzenie nazywane jest subiektywnym lub iluzorycznym konturem. Trójkąt ten wydaje się być również jaśniejszy niż otoczenie, lecz to także jest błędne wrażenie, gdyż biel na rysunku ma jednolitą jasność.